# Feliniopsis annulata
Feliniopsis annulata är en fjärilsart som beskrevs av Embrik Strand 1921. Feliniopsis annulata ingår i släktet Feliniopsis och familjen nattflyn. Inga underarter finns listade i Catalogue of Life.